# جون ماكدونالد

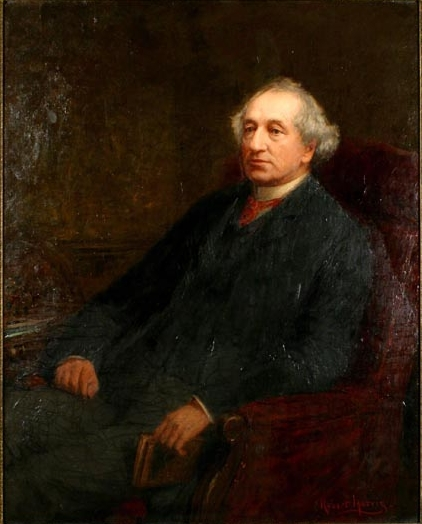
جون ماكدونالد

ولد في اسكتلندا عام 1815 وهاجر إلى كندا مع والديه وكان يبلغ من العمر خمسة أعوام.
السير جون ماكدونالد هو أول رئيس وزراء لكندا تولى رئاسة الوزراء مرتين الأولى في يوليو من العام 1867 حتى نوفمبر 1873 (حيث اتحدت أربعة مقاطعات وهي أونتاريو وكيبك ونوفا سكوشيا ونيو برانزويك لتكوين الدولة الكندية وأصبح السير جون إيه ماكدونالد أول رئيس للوزراء في البلاد ثم أخذت باقي المقاطعات والأقاليم تنضم إلى كندا في السنوات التالية) وعاد وتولى رئاسة الوزراء لفترة ثانية من أكتوبر 1878 إلى وفاته عام 1891.
ولا يزال السير جون ماكدونالد يحظى باحترام الكنديين على الرغم من مرور وقت طويل على رحيله.
في عام 1873 استقال من منصبه على خلفية فضيحة تلقى فيها حزبه رشاوى من رجال أعمال يسعون إلى الحصول على عقد لبناء السكة الحديدية الباسيفيكية الكندية. لكن أُعيد انتخابه في عام 1878، واستمر حتى وفاته في منصبه في عام 1891. تتلخص أعظم إنجازات ماكدونالد في بناء وتوجيه حكومة وطنية ناجحة للدومينيون الجديدة واستخدام نظام الرعاية لتشكيل حزب كندا المحافظ، وتعزيز التعريفة الجمركية الحمائية للسياسة الوطنية واستكمال السكك الحديدية. كافح من أجل منع الجهود الإقليمية الرامية إلى استعادة السلطة من الحكومة الوطنية في أوتاوا. لعلّ أكثر حركاته إثارة للجدل الموافقة على إعدام زعيم الملونين لويس رئيل بتهمة الخيانة في عام 1885؛ وكان ذلك سببًا في تنفير العديد من الناطقين بالفرنسية عن حزبه المحافظ.
تُوفي ماكدونالد في عام 1891 في منصبه؛ وما يزال يحظى بالاحترام لدوره الرئيسي في تشكيل كندا. تعرض لانتقادات بسبب دوره في ضريبة الرأس الصينية والسياسات الفيدرالية تجاه الشعوب الأصلية، بما في ذلك تصرفاته أثناء تمرد الشمال والغرب الذي أدى إلى إعدام رئيل. يضع التصنيف التاريخي للخبراء في التاريخ السياسي الكندي باستمرار ماكدونالد كأحد أعلى رؤساء الوزراء تصنيفًا في التاريخ الكندي.

## السنوات الأولى، 1815-1830
ولد جون ألكسندر ماكدونالد في أبرشية رامشورن في غلاسكو، اسكتلندا، في 10 (السجل الرسمي) أو 11 (مذكرات الأب) يناير 1815. والده هيو – تاجر غير ناجح – تزوج من والدة جون، هيلين شو، في 21 أكتوبر 1811. جون ألكسندر ماكدونالد هو الثالث بين إخوته الخمسة. بعد أن أُغرِق هيو في ديون مشاريعه التجارية، هاجرت الأسرة إلى كينغستون، كندا العليا (اليوم الأجزاء الجنوبية والشرقية من أونتاريو) في عام 1820 حيث كان لهم هناك عدد من الأقارب والعلاقات مسبقًا.
عاشت الأسرة مع أسرة أخرى في البداية، لكن بعد ذلك أقاموا في متجر يديره هيو ماكدونالد. وبعد وصولهم مباشرةً، مات جيمس شقيق جون الأصغر جراء ضربة موجهة إلى رأسه من قبل خادمة كانت من المفترض أن ترعى الأولاد. بعد فشل متجر هيو، انتقلت العائلة إلى هاي باي (جنوب ناباني، أونتاريو)، غرب كينغستون، حيث أدار هيو متجرًا آخرًا دون جدوى. عُيِّن والده في عام 1829 رجل قضاء في مقاطعة ميدلاند. كان لوالدة جون ماكدونالد تأثير متجذر على ابنها ساعده في زواجه الأول الصعب، وبقيت مصدر قوة في حياته حتى وفاتها في عام 1862.
في البداية التحق جون بالمدارس المحلية. وعندما كان في العاشرة من عمره، ادخرت عائلته المال لإرساله إلى مدرسة مقاطعة ميدلاند الثانوية في كينغستون. انتهى التعليم الرسمي لماكدونالد في سن الخامسة عشرة، وهي سن شائعة لمغادرة المدرسة في وقت لم يستطع فيه الالتحاق بالجامعة سوى أولاد أكثر العائلات ثراءً. ومع ذلك أعرب ماكدونالد في وقت لاحق عن ندمه لمغادرة المدرسة، مخبرًا سكرتيره جوزيف بوب إنه لو كان قد التحق بالجامعة فلربما كان قد شرع في مهنةٍ أدبية. 

## روابط خارجية
- جون ماكدونالد على موقع الموسوعة البريطانية (الإنجليزية)
- جون ماكدونالد على موقع إن إن دي بي (الإنجليزية)